# 존 길

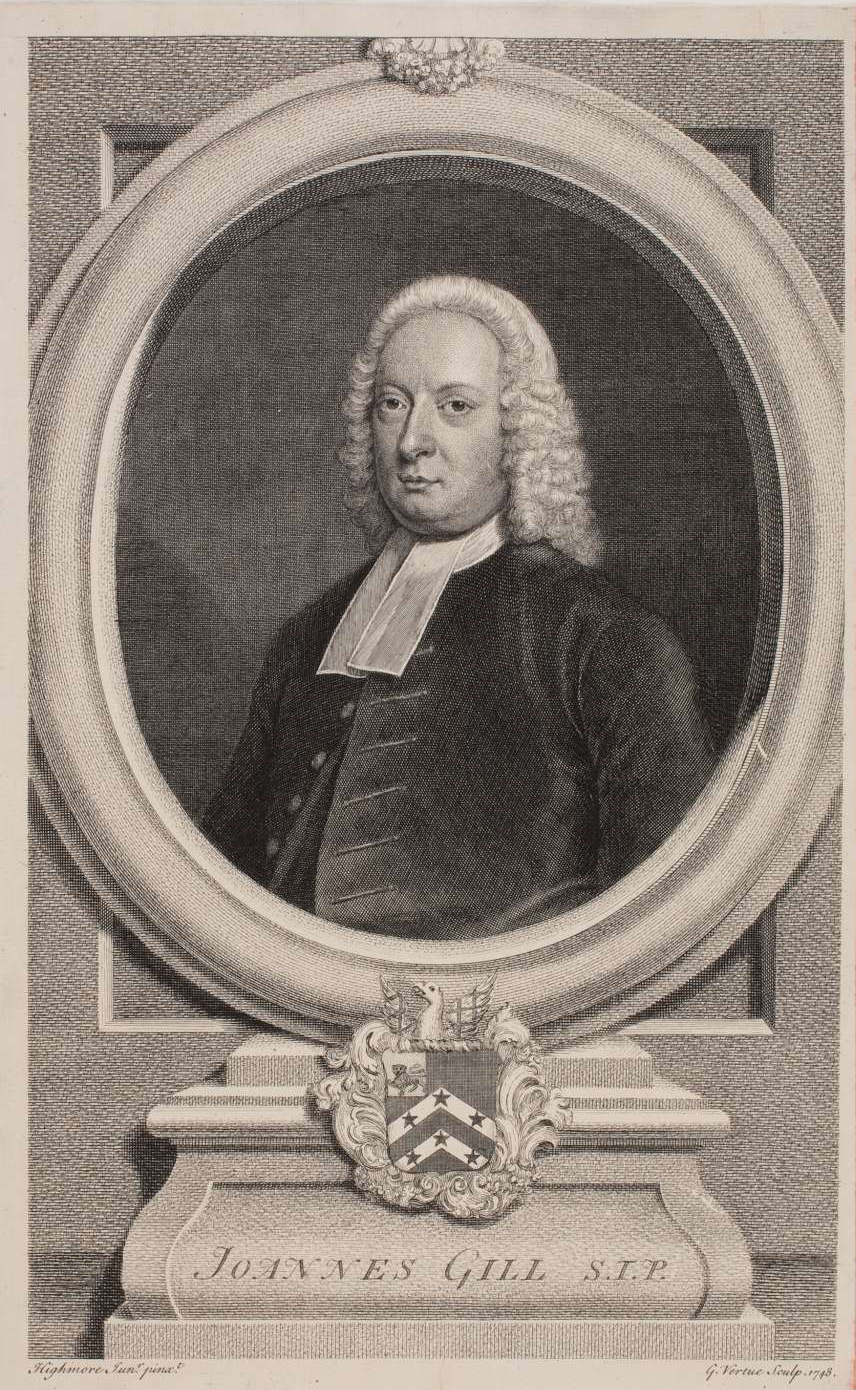
존 길

존 길 (John Gill, 1697년 11월 23일 - 1771년 10월 14일)은 영국의 침례교 목사, 성경학자이며, 확고한 칼빈주의 구원론을 주장한 신학자이다. 노샘프턴셔주 케터링에서 태어난 그는 케터링 문법학교에서 라틴어 과정을 마스터하고 그리스어를 학습했으며 그 때가 11살의 나이였다. 이후 논리학에서 히브리어에 이르기까지 모든 영역에 대해서 독학을 계속하였으며 그의 전 생애 동안 히브리어에 대한 열정은 계속되었다.

## 어린 시절 및 교육
12세 때 존은 "주 하나님이 아담을 부르시며 그에게 이르시기를, 네가 어디 있느냐?"(창 3:9) 라고 한 성경구절을 바탕으로 윌리엄 왈리스(William Wallis) 목사가 설교한 이후,  그 메시지가 계속 마음에 남아 결국은 회심을 하게 되었다. 존은 이 일이 있은 지 7년이 지나서야 공식적으로 신앙고백을 하였다.

## 평가 및 논란
존 길이 극단적인 칼빈주의자라는 견해는 오랜 논란거리이다. 그의 저서와 방대한 주석은 칼빈주의를 훨씬 넘어서는 순수한 구원론을 말한다는 의견이 있으며, 다른 한편에서는 존 길이 극단적인 칼빈주의라고 평가한다. 피터 툰(Peter Toon)은 그를 하이퍼-칼비니스트라고 주장했는데, 이 때문에 존 길이 침례교의 하이퍼-칼비니즘의 우두머리가 되는 결과를 낳았다. 하지만, 톰 네틀스(Tom Nettles)와 티모시 조지(Timothy George)는 존 길이 하이퍼-칼비니스트가 아니라고 주장했다. 하이퍼-칼비니스트 문제의 핵심은 하나님의 주권을 어떤 시각으로 보느냐인데, 이는 비판을 받는 사람과 비판하는 사람 모두의 주관성에 큰 영향을 받기 때문에 존 길이 극단적인 칼빈주의자라는 일부의 의견에도 불구하고, 이에 상응하는 반대의견이 또한 존재하기 때문에, 그를 하이퍼-칼뱅주의라고 단정하는 것은 타당치 않다.

### 하이퍼-칼뱅주의라는 주장
존 길의 칼빈주의는 하나님의 주권을 지나치게 강조한 나머지 선택의 실행인 성령의 유효한 역사를 무시함으로, 선택교리의 남용을 낳았다. 또한 유기교리에 대하여는 결정론적이며, 은혜의 수단을 배제하기 때문에 복음전도의 불필요성을 언급하였다.

### 하이퍼-칼뱅주의가 아니라는 주장
존 길을 왜 하이퍼-칼비니스트라고 명명하는지 진정 의문스럽다. 복음에 대한 분명하고 지각적인 열정, 청자들의 구원에 대한 열망, 복음에 나타난 율법의 영속성에 대한 그의 진술, 복음을 거부하는 책임에 대한 그의 신념에서 이를 밝히 알 수 있다. 복음을 순수하게 보존하고 이 복음으로 이교도들을 열정적으로 개종하고자 한 그의 노력은 제대로 평가받아야만 한다.

## 다양한 작품
1748년에 존 길은 애버딘 대학에서 명예 신학 박사 학위를 받았다. 그는 실력있는 학자로서 많은 작품을 남겼다. 그의 가장 중요한 작품은 다음과 같다.
- - The Doctrine of the Trinity Stated and Vindicated (London, 1731)
  - The Cause of God and Truth (4 parts, 1735–38), a retort to Daniel Whitby's Five Points
  - An Exposition of the New Testament (3 vols., 1746–48), which with his Exposition of the Old Testament (6 vols., 1748–63) forms his magnum opus
  - A Collection of Sermons and Tracts
  - A Dissertation Concerning the Antiquity of the Hebrew Language, Letters, Vowel-Points, and Accents (1767)[3]
  - A Body of Doctrinal Divinity (1767)
  - A Body of Practical Divinity (1770).

## 같이 보기
- 극단적 칼뱅주의

## 참고 문헌
- Daniel, Curt. Hyper-Calvinism and John Gill. Unpublished Ph.D. dissertation, University of Edinburgh, 1983.
- Ella, George (1995). John Gill and the Cause of God and Truth. Eggleston, England: Go-Publications.
- Ella, George M. (2009년 8월 17일). “John Gill and the Charge of Hyper-Calvinism”. 《Biographia Evangelica》. 2019년 12월 3일에 원본 문서에서 보존된 문서. 2017년 7월 27일에 확인함. First published by Baptist Quarterly, October, 1995.
- George, Timothy (1990). 〈John Gill〉.   George, T.; Dockery. 《Baptist Theologians》. Broadman Press. 77ff.쪽. ISBN 978-0-8054-6588-4.
- Murray, Iain H. Spurgeon v. Hyper-Calvinism: The Battle for Gospel Preaching. Banner of Truth, 2000. ISBN 0-85151-692-0
- Nettles, Thomas J. (1986). 《By His Grace and for His Glory: A Historical, Theological, and Practical Study of the Doctrines of Grace in Baptist Life》. Grand Rapids, MI: Baker Books. ISBN 978-0-8010-6742-6.
- Oliver, Robert W. History of the English Calvinistic Baptists: 1771–1892. Banner of Truth, 2006. ISBN 0-85151-920-2
- Peter Toon, The Emergence of Hyper-Calvinism in English Nonconformity, 1689-1765. London: The Olive Tree, 1967.
- Rippon, John (1838). Brief Memoir of the Life and Writings of the Reverend John Gill. Reprint: Hess Publications, 1998. ISBN 0-87377-920-7